# Rosentalbanan
|  |  |  |

|  | Straight track |

|  | Station on track |

|  | Junction both to and from right |

|  | Stop on track |

|  | Station on track |

|  | Stop on track |

|  | Unknown BSicon "hKRZWae" |

|  | Station on track |

|  | Unknown BSicon "ABZg+l" |

|  | Station on track |

|  | Unknown BSicon "ABZgr" |

|  | Stop on track |

|  | Station on track |

|  | Unknown BSicon "hKRZWae" |

|  | Station on track |

|  | Unknown BSicon "ABZg+l" |

|  | Stop on track |

|  | Stop on track |

|  | Station on track |

|  | Stop on track |

|  | Stop on track |

|  | Stop on track |

|  | Station on track |

|  | Enter and exit short tunnel |

|  | Unknown BSicon "ABZg+r" |

|  | Station on track |

|  | Unknown BSicon "tSTRa" |

|  | Unknown BSicon "tZOLL" |

|  | Unknown BSicon "tSTRe" |

|  | Station on track |

|  |  |  |

|  | Straight track |

|  | Station on track |

|  | Junction both to and from right |

|  | Stop on track |

|  | Station on track |

|  | Stop on track |

|  | Unknown BSicon "hKRZWae" |

|  | Station on track |

|  | Unknown BSicon "ABZg+l" |

|  | Station on track |

|  | Unknown BSicon "ABZgr" |

|  | Stop on track |

|  | Station on track |

|  | Unknown BSicon "hKRZWae" |

|  | Station on track |

|  | Unknown BSicon "ABZg+l" |

|  | Stop on track |

|  | Stop on track |

|  | Station on track |

|  | Stop on track |

|  | Stop on track |

|  | Stop on track |

|  | Station on track |

|  | Enter and exit short tunnel |

|  | Unknown BSicon "ABZg+r" |

|  | Station on track |

|  | Unknown BSicon "tSTRa" |

|  | Unknown BSicon "tZOLL" |

|  | Unknown BSicon "tSTRe" |

|  | Station on track |

Rosentalbanan är en 53 kilometer lång järnväg i det österrikiska förbundslandet Kärnten. Den går från Sankt Veit an der Glan, där den ansluter till Rudolfsbanan, via Klagenfurt till den österrikisk-slovenska gränsen vid Rosenbach, där Karawankenbanan ansluter.
Banan öppnades 1906.

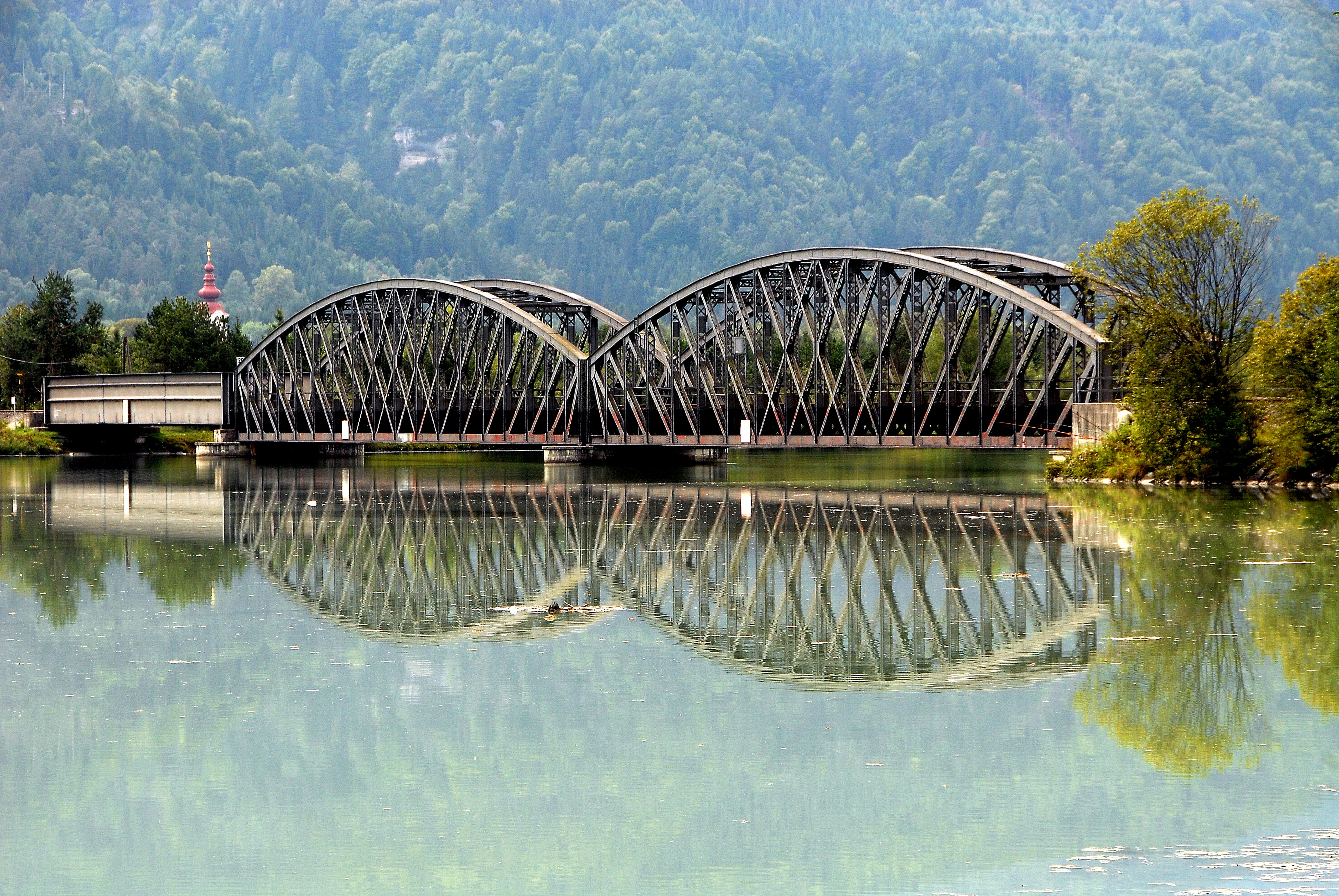
Järnvägsbro över Drau

Sträckan Sankt Veit an der Glan - Klagenfurt ingår i Sydbanan med mycket fjärrtrafik, medan sträckan Klagenfurt – Rosenbach är förfallen och nedläggningshotad. Där går lokaltrafik enbart på vardagar och lite godstrafik. 
Från Rosenbach, där Karawankenbanan ansluter, går banan via Karawankentunneln (7 976 m) till Jesenice i Slovenien. Den bansträckan är del av en fjärrtrafiksträcka mellan Salzburg och Zagreb, via Ljubljana.